# Nacaduba solta
Nacaduba solta är en fjärilsart som beskrevs av John Nevill Eliot 1955. Nacaduba solta ingår i släktet Nacaduba och familjen juvelvingar. Inga underarter finns listade i Catalogue of Life.